# Pentila obsoleta
Pentila obsoleta är en fjärilsart som beskrevs av Hawker-smith 1933. Pentila obsoleta ingår i släktet Pentila och familjen juvelvingar. Inga underarter finns listade i Catalogue of Life.